# Minsk-Arena Ice Star
Minsk-Arena Ice Star, w skrócie Ice Star – międzynarodowe zawody w łyżwiarstwie figurowym w kategorii seniorów, juniorów i juniorów młodszych (kat. Novice) rozgrywane na Białorusi od 2012 r. Zawody odbywają się w Mińsku. W jego trakcie rozgrywane są zawody w jeździe indywidualnej kobiet i mężczyzn oraz par sportowych i tanecznych, choć nie zawsze rozgrywane są wszystkie konkurencje. W sezonie 2017/18 rozgrywki w kategorii seniorów wchodziły w cykl zawodów Challenger Series organizowanych przez Międzynarodową Unię Łyżwiarską.

## Medaliści w kategorii seniorów
CS: Challenger Series

### Soliści
| Rok                                           | Złoto            | Srebro               | Brąz                   | Źr.   |
| --------------------------------------------- | ---------------- | -------------------- | ---------------------- | ----- |
| 2012                                          | Jakiw Hodoroża   | Mark Szachmatow      | Witalij Łuczienok      |       |
| 2013                                          | Siergiej Woronow | Żan Busz             | Pawieł Ihnatjenko      | [ 1 ] |
| Konkurencja nie została rozegrana w 2014 roku |                  |                      |                        |       |
| 2015                                          | Kim Jin-seo      | Jewgienij Własow     | Larry Loupolover       | [ 2 ] |
| 2016                                          | Iwan Pawłow      | Irakli Maysuradze    | Larry Loupolover       | [ 3 ] |
| 2017 CS                                       | Siergiej Woronow | Moris Kwitiełaszwili | Danijjel Samochin      | [ 4 ] |
| 2018                                          | Deniss Vasiljevs | Władimir Litwincew   | Slavik Hayrapetyan     | [ 5 ] |
| 2019 CS                                       | Daniel Grassl    | Artiom Kowalow       | Adam Siao Him Fa       | [ 6 ] |
| 2020                                          | Michaił Kolada   | Kontantin Miliukow   | Jewgienij Siemienienko |       |
| 2021                                          | Artiom Kowalow   | Kontantin Miliukow   | Aleksandr Liebiedew    |       |

### Solistki
| Rok     | Złoto                 | Srebro                | Brąz                 | Źr.    |
| ------- | --------------------- | --------------------- | -------------------- | ------ |
| 2012    | Polina Szelepień      | Kerstin Frank         | Kristina Zacharanka  |        |
| 2013    | Helery Hälvin         | Janina Makiejenko     | Svetlana Issakova    | [ 7 ]  |
| 2014    | Janina Makiejenko     | Aleksandra Golovkina  | Helery Hälvin        | [ 8 ]  |
| 2015    | Kim Sena              | Aleksandra Golovkina  | Johanna Allik        | [ 9 ]  |
| 2016    | Anna Chnyczenkowa     | Jewgienija Iwankowa   | Kim Sena             | [ 10 ] |
| 2017 CS | Elizabet Tursynbajewa | Sierafima Sachanowicz | An So-hyun           | [ 11 ] |
| 2018    | Jekatierina Riabowa   | Léa Serna             | Camilla Gjersem      | [ 12 ] |
| 2019 CS | Sofja Samodurowa      | Kim Ha-nul            | Jekatierina Riabowa  | [ 13 ] |
| 2020    | Wiktorija Safonowa    | Anastasija Gulakowa   | Sofja Samodurowa     |        |
| 2021    | Wiktorija Safonowa    | Anastasija Gulakowa   | Anastasija Szabotowa |        |

### Pary sportowe
| Rok                                                  | Złoto                                     | Srebro                                    | Brąz                                  | Źr.    |
| ---------------------------------------------------- | ----------------------------------------- | ----------------------------------------- | ------------------------------------- | ------ |
| 2013                                                 | Kristina Astachowa / Maksim Kurdiukow     | Marija Paliakowa / Nikita Boczkow         | Arina Wojewodina / Mihaił Akułow      | [ 14 ] |
| Konkurencja nie została rozegrana w latach 2014–2016 |                                           |                                           |                                       |        |
| 2017 CS                                              | Aleksandra Bojkowa / Dmitrij Kozłowski    | Annika Hocke / Ruben Blommaert            | Paige Conners / Jewgieni Krasnopolski | [ 15 ] |
| 2018                                                 | Miriam Ziegler / Severin Kiefer           | Laura Barquero / Aritz Maestu             | Darja Pawluczenko / Dienis Chodykin   | [ 16 ] |
| Konkurencja nie została rozegrana w 2019 roku        |                                           |                                           |                                       |        |
| 2020                                                 | Bogdana Łukaszewicz / Aleksandr Stiepanow | brak zawodników                           | brak zawodników                       |        |
| 2021                                                 | Jekatierina Jurowa / Dmitrij Buszłanow    | Bogdana Łukaszewicz / Aleksandr Stiepanow | brak zawodników                       |        |

### Pary taneczne
| Rok     | Złoto                                  | Srebro                                    | Brąz                                      | Źr.    |
| ------- | -------------------------------------- | ----------------------------------------- | ----------------------------------------- | ------ |
| 2012    | Julija Złobina / Aleksiej Sitnikow     | Nadieżda Frołenkowa / Witalij Nikiforow   | Lesia Wołodenkowa / Witalij Wakunow       |        |
| 2013    | Jekatierina Bobrowa / Dmitrij Sołowjow | Wiktorija Sinicyna / Rusłan Żyganszyn     | Jekatierina Puszkasz / Jonathan Guerreiro | [ 17 ] |
| 2014    | Ksienija Mońko / Kiriłł Chalawin       | Jewgienija Kosygina / Nikołaj Moroszkin   | Wiktorija Kowalowa / Jurij Bielajew       | [ 18 ] |
| 2015    | Ksienija Mońko / Kiriłł Chalawin       | Wiktorija Kowalowa / Jurij Bielajew       | Rebeka Kim / Kiriłł Minow                 | [ 19 ] |
| 2016    | Ołeksandra Nazarowa / Maksym Nikitin   | Alisa Agafonova / Alper Uçar              | Sofja Jewdokimowa / Jegor Bazin           | [ 20 ] |
| 2017 CS | Anna Cappellini / Luca Lanotte         | Tiffany Zahorski / Jonathan Guerreiro     | Wiktorija Sinicyna / Nikita Kacałapow     | [ 21 ] |
| 2018    | Sofja Jewdokimowa / Jegor Bazin        | Juulia Turkkila / Matthias Versluis       | Jasmine Tessari / Francesco Fioretti      | [ 22 ] |
| 2019 CS | Sara Hurtado / Kiriłł Chalawin         | Natalia Kaliszek / Maksym Spodyriew       | Ołeksandra Nazarowa / Maksym Nikitin      | [ 23 ] |
| 2020    | Wiktorija Siemieniuk / Ilja Juchimiuk  | Karina Sidarienka / Maksim Jałenicz       | brak zawodników                           |        |
| 2021    | Wiktorija Siemieniuk / Ilja Juchimiuk  | Jekatierina Mironowa / Jewgienij Ustienko | Aleksandra Samersova / Kevin Ojala        |        |